# Europese kampioenschappen shinkyokushin karate 2006
De Europese kampioenschappen shinkyokushin karate 2006 waren door de World Karate Organization (WKO) georganiseerde kampioenschappen voor kyokushinkai karateka's. De zesde editie van de Europese kampioenschappen vond plaats in het Hongaarse Boedapest van 26 tot 27 mei 2006.

## Resultaten
| Gewichtsklasse | Goud                   | Zilver           | Brons                             |
| -------------- | ---------------------- | ---------------- | --------------------------------- |
| -70kg          | Dimitar Popov          | Andrius Miseckas | Elnur Rafailov Gábor Rózsa        |
| -80kg          | Christian Christiansen | Johnny Desmedt   | Milush Draganov Orest Proc        |
| -90kg          | Valeri Dimitrov        | Darius Gudauskas | Mindaugas Pavilionis Roland Fülöp |
| +90kg          | Daniel Torok           | Lukas Kubilius   | Semen Garan Olixiy Kasatonov      |